# Meromyza conifera
Meromyza conifera är en tvåvingeart som beskrevs av Lidia Ivanovna Fedoseeva 1971. Meromyza conifera ingår i släktet Meromyza och familjen fritflugor. Inga underarter finns listade i Catalogue of Life.